# Ryō Katō (Künstler)

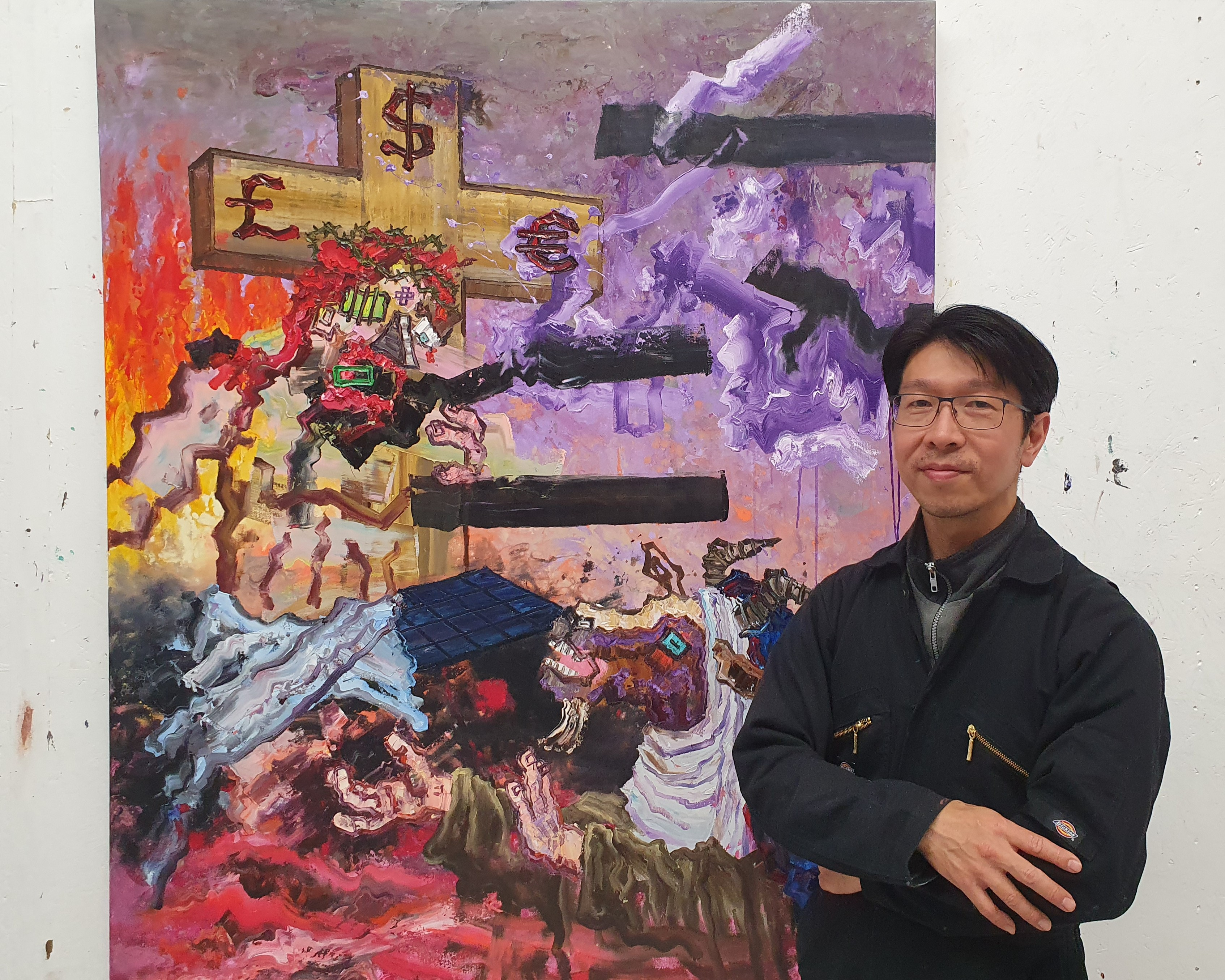
Ryō Katō 2025

Ryō Katō (jap. 加藤 竜, Katō Ryō; * 24. Dezember 1978 in Niimi, Präfektur Okayama) ist ein japanischer Maler, der in Berlin lebt und arbeitet.

## Leben
Ryō Katō erhielt von 1995 bis 1998 Unterricht im Zeichnen und Malen an der Oberschule und in Privatschulen in Okayama: Nach Abschluss des Gymnasiums ging er für neun Monate nach Paris und zog dann nach Berlin. 2001 nahm er ein Studium in der Universität der Künste Berlin auf und war in der Klasse von Wolfgang Petrick. Als Meisterschüler wechselte er 2005 in die Klasse von Daniel Richter. 2006 schloss er als Meisterschüler sein Studium ab. Während seines Studiums hatte er bereits erste Ausstellungen in Deutschland. 2010 nahm er das erste Mal an einer Kunstmesse teil. Bei der Art Karlsruhe wurden seine Bilder als Solo-Show ausgestellt. 2012 wurde ihm der erste Platz des Ishi-Preises in Japan verliehen und 2013 wurde eines seiner Bilder im Präfekturmuseum Okayama aufgenommen. 2015 kaufte dann das Präfekturmuseum ein weiteres Werk. Er ist Mitglied der Darmstädter Sezession und wurde mit deren Förderpreis ausgezeichnet.

## Werk
Kurz vor seiner Übersiedlung nach Europa begann er sich intensiv mit dem Thema der Umweltzerstörung auseinanderzusetzen.

## Preise
- 2013: Förderpreis beim "Preis der Darmstädter Sezession", Darmstadt Deutschland
- 2012: Erster Platz beim "Ishi-Preis" des Präfekturmuseums Okayama, Okayama Japan

## Ausstellungen

### Einzelausstellungen (Auswahl)
- 2024 "Kurz vor Zwölf" Einzelausstellung, Galerie Art Affair, Regensburg, Deutschland[4]
- 2015 "Ishi-Preisträger" mit Motoyuki Shitamichi, Präfekturmuseum Okayama, Okayama, Japan
- 2013 "Der 5. Ishi-Preis Sonderausstellung", Kunstmuseum Niimi, Okayama, Japan

### Gruppenausstellungen (Auswahl)
- 2016 "Niimi-Museum Sammlungsausstellung", Kunstmuseum Niimi, Okayama, Japan
- 2015 "Kunstpreis der Stadt Weilburg", Weilburg; "Minature", FUMA Contemporary Tokyo, Tokyo
- 2014 "Die letzten 300" Meeresmuseum Stralsund, Stralsund; "28. Kunstpreis der Stiftung Kreissparkasse Esslingen-Nürtingen", Esslingen-Nürtingen
- 2013 "Preis der Darmstädter Sezession" Hessen Design e. V., Darmstadt (Katalog)
- 2012 "I-Shi Preis" Tenjin Kunsthalle Okayama Japan (Katalog); "Open]art[space 2012" Technologie- und Innovationspark Berlin (Katalog)
- 2009 "Kunstpreis des Landeskreises Günzburg 2009", Günzburg; "Preis der Darmstädter Sezession" Darmstädter Mathildenhöhe, Darmstädt (Katalog)
- 2006 "Meisterschülerpreis" an der Universität der Künste Berlin

## Publikationen
- 2016: "Eine Endlose Geschichte" Katalog zur Ausstellung in der Galerie Bengelsträter, Düsseldorf, Verlag Kettler
- 2015: "Ishi-Preisträger" Katalog zur Ausstellung im Präfekturmuseum Okayama, Okayama, Japan
- 2014 "Irgendwo auf der Erde" Katalog zur Ausstellung in der Galerie Wang Hohmann, Wiesbaden
- 2013: "Ishi-Preis" Katalog zur Ausstellung im Kunstmuseum Niimi, Okayama, Japan
- 2012: "Das Abendmahl der Gegenwart" Katalog zur "One-Artist-Show" auf der Art Karlsruhe, (Galerie Bengelsträter)
- 2008: "Wiener Skulptur" Katalog zur Ausstellung in der Zellermayer Galerie